# Satana (film 1916)
Satana (Satanas) è un film muto del 1916 diretto da Louis Feuillade. È il settimo episodio del serial I vampiri, uscito nell'aprile 1916.

## Trama
Alla porta dell'appartamento di Moreno si presenta uno sconosciuto che sembra sapere molte cose: indica il baule dov'è  nascosto il corpo del Grande Vampiro e commenta "Questo povero conte di Kerlor...". Minacciato da Moreno, che lo ritiene un pericolo, il nuovo venuto lo mette fuori combattimento pungendolo con un ago. "Niente paura, - rassicura Irma - la paralisi durerà solo cinque minuti". Poi si presenta: quello che tutti credevano il Grande Vampiro, non era altri che un sottoposto. Il vero Grande Vampiro è lui, Satana.
Quella sera, Mazamette si trova con due donnine e un conoscente al cabaret Le Gai Cagibi. Il cabaret è la base della banda di Moreno che vi giunge accompagnato da Irma. Al tavolo, i due sono avvicinati da uno sconosciuto che lascia loro un biglietto minaccioso: dato che Moreno non vuole sottomettersi a Satana, entro due ore costui avrà la sua vendetta. Inutile ogni tentativo di fuga. Allo scadere dell'ora, il cabaret è colpito da una palla di cannone scagliato da un appartamento vicino, dove si nasconde la banda dei Vampiri.
Benché l'ora sia tarda, Guérande decide di raggiungere a casa sua Mazamette. Ma l'amico non è ancora rientrato. Sentendo dei rumori, il giornalista si nasconde dietro una tenda. Entra la combriccola di Mazamette: mentre le donne cercano di distogliere l'attenzione del loro ospite, l'altro uomo gira per la casa con l'aria di cercare qualcosa. Mazamette, allora, tira fuori una pistola e fa fuggire il trio. Scopre, poi, dietro la tenda l'amico giornalista che lo rimprovera per la vita scioperata che conduce.
La mattina dopo, Irma e Moreno si presentano da Satana per fare atto di sottomissione. Il nuovo capo ha già in mente un piano: sul giornale è annunciato l'arrivo del milionario americano Baldwin. Satana incarica Moreno di scoprire com'è la firma di Baldwin. Il criminale ricorre alla sua complice Fleur-de-Lys che, con un trucco, riesce a farsi rilasciare l'autografo di Baldwin.
Con questo, si presenta in banca a riscuotere un falso ordine di pagamento. Ma l'onnipresente Mazamette vede i suoi traffici e riconosce in lei una delle donne con cui si era intrattenuto la sera precedente. Avvisa Guérande e i due riescono a entrare nella casa di Fleur-de-Lys, convincendola poi a telefonare a Moreno. Costui, insieme a Irma, si reca in casa della complice: ma lo aspetta una brutta sorpresa. La polizia li cattura entrambi e li porta via.

### Episodi del serial
1. I vampiri (La Tête coupée) 33 min. Uscita il 13 novembre 1915
2. I vampiri (La Bague qui tue) 15 min. Uscita il 13 novembre 1915
3. Il crittogramma rosso (Le Cryptogramme rouge) 42 min. Uscita il 4 dicembre 1915
4. Lo spettro (Le Spectre) 32 min. Uscita il 7 gennaio 1916
5. L'evasione del morto (L'Evasion du mort) 37 min. Uscita il 28 gennaio 1916
6. Mazamette milionario (Les Yeux qui fascinent) 58 min. Uscita il 24 marzo 1916
7. Satana (Satanas) 46 min. Uscita il 15 aprile 1916
8. Il padrone della folgore (Le Maître de la foundre) 55 min. Uscita il 12 maggio 1916
9. L'uomo dai veleni (L'Homme des poisons) 53 min. Uscita il 2 giugno 1916
10. Nozze di sangue (Les Noces sanglantes) 60 min. Uscita il 30 giugno 1916

## Produzione
Il film fu prodotto dalla Société des Etablissements L. Gaumont. Girato in gran parte in studio, vi sono delle scene girate in esterni come quella dove Moreno getta nel fiume il baule con Kerlor morto, dall'alto di un ponte.

## Distribuzione
Distribuito dalla Société des Etablissements L. Gaumont, il film uscì in sala il 15 aprile 1916.

## Censura
Per la versione da distribuire in Italia, la censura italiana eliminò l'accenno alla suggestione di Irma Vep e all'omicidio da essa commesso sotto l'influenza ipnotica. Nella parte 3ª eliminò il quadro in cui si vede che la firma apposta dal miliardario sopra un album è rimasta impressa anche in un foglio bianco.